# Бернар, Сара
Сара Берна́р (фр. Sarah Bernhardt; урождённая Энриетт Розин Бернар, фр. Henriette Rosine Bernardt; 22 октября 1844, Париж — 26 марта 1923, Париж) — французская актриса и сценаристка, которую в начале XX века называли «самой знаменитой актрисой за всю историю». Успеха она добилась на сценах Европы в 1870-х годах, а затем с триумфом гастролировала и в Америке. В её амплуа были в основном серьёзные драматические роли, из-за чего актриса получила прозвище «Божественная Сара». В её честь назван кратер Бернар на Венере.

## Биография и творчество
Сара Бернар родилась днём в 14:13 22 октября 1844 года в Париже. Мать — Юдифь (впоследствии Юлия) Бернар (1821, Амстердам — 1876, Париж) — происходила из еврейской семьи и была дочерью коммивояжёра Морица Баруха Бернхардта и Сары Гирш (1797—1829). С 1835 года Юдифь, её четыре сестры и брат воспитывались мачехой Сарой Кинсберген (1809—1878).
Отец Бернар остался неизвестен, но предполагается, что он обеспечил рентой её мать. Иногда им считают Поля Мореля, офицера французского флота (об этом свидетельствуют некоторые официальные документы). По другой версии, отцом является Эдуард Бернар, молодой адвокат.
До приезда во Францию Юдифь Бернар подрабатывала модисткой. Но в Париже она предпочла стать куртизанкой. Приятная внешность, умение со вкусом одеваться обеспечили ей безбедное существование за счёт средств состоятельных любовников. Родившаяся дочь мешала Юдифи вести беззаботную жизнь, и поэтому Сара Бернар была отправлена в Бретань, где жила с кормилицей до четырёх лет. Она могла остаться там ещё долго, но в 1848 году няня оставила Бернар одну с парализованным мужем-инвалидом, Бернар смогла выбраться из своего кресла и подошла слишком близко к камину, платье загорелось. Соседи спасли девочку. Юдифь в это время путешествовала по Европе с очередным покровителем. Её вызвали к дочери, и она забрала Сару Бернар в Париж.
Вынужденная жить в унылом месте, в мрачном доме, куда привезла её няня, Бернар замкнулась в себе. Случайная встреча с тётей Розиной, которая была такой же куртизанкой, как и Юдифь Бернар, вызвала у девочки нервный припадок, она упала с рук няни и сломала себе руку и ногу. Мать забрала её.
Сара не была обучена ни чтению, ни письму, ни счёту. Её отдают в школу Мадам Фрессард, где она проводит два года. Во время пребывания в школе Сара впервые принимает участие в спектаклях. Во время одного из представлений она вдруг видит, как в зал входит её мать, решившая навестить дочь. С Сарой случается нервный приступ, она забывает весь текст и «страх сцены» с тех пор преследует её до самых последних дней, даже в период её мировой славы.
Осенью 1853 года Сару отдают на обучение в привилегированную частную школу — в монастырь Грандшамп. Протекцию устраивает очередной поклонник Юдифи, герцог де Морни.
Подростком с 9 лет Сара была очень худой, постоянно кашляла. Осматривавшие её доктора предрекали ей скорую смерть от туберкулёза. Сара становится одержима темой смерти. Примерно в это время делаются её знаменитые фотографии, где она лежит в гробу (гроб ей купила мать после долгих уговоров). Однажды мать по совету близких родственников и друзей решила, что Сару стоит побыстрей выдать замуж. В ответ на уговоры девочка устремляет взор к небесам и патетически заявляет присутствующим, что она отдана Богу и её участь — монашеские одежды. Герцог Морни по достоинству оценивает эту сцену и рекомендует матери отдать дочь в Консерваторию драматического искусства. В это же время Сара впервые попадает на настоящее представление в Комеди Франсез. После этого судьба её решена.
Когда занавес медленно поднялся, я почувствовала, что теряю сознание. Можно сказать, в этот момент поднялся занавес моей жизни.Из книги «Моя двойная жизнь»
В возрасте 13 лет Сара поступила в драматический класс Высшей национальной консерватории драматического искусства, который она окончила в 1862 году.
Несмотря на протекцию, для поступления в консерваторию Саре предстояло выдержать экзамен перед комиссией. Готовясь к нему, она занимается уроками дикции. Её главным учителем в это время становится Александр Дюма (отец). Гений художественных образов, он учит Сару создавать характеры с помощью жестов и голоса. На экзамене все очарованы голосом Сары, и она без проблем поступает в консерваторию, а обучению отдаёт все силы. На выпускном экзамене она завоёвывает второе место.
11 августа 1862 года 17 - летняя Сара Бернар дебютировала в театре «Комеди Франсез» в спектакле «Ифигения» по пьесе Жана Расина, исполнив главную роль. Ни один из критиков не разглядел в начинающей актрисе будущую звезду, большинство считало, что скоро имя этой актрисы незаметно исчезнет с афиш. Критик Франсиск Сарсе отмечал: «Мадемуазель Бернар, дебютировавшая вчера в “Ифигении”, — высокая, стройная девушка приятной наружности; особенно красива у нее верхняя часть лица. Держится она хорошо и обладает безупречной дикцией. Это все, что можно сказать о ней в настоящий момент». Вскоре из-за конфликта Сара Бернар прекратила сотрудничество с «Комеди Франсез». Её возвращение туда состоялось лишь через десять лет.
После ухода из театра для Бернар наступают непростые времена. О следующих четырёх годах её жизни мало что известно, за исключением разве того, что в этот период она сменила несколько любовников. Но стать куртизанкой, как её мать, Сара не захотела.

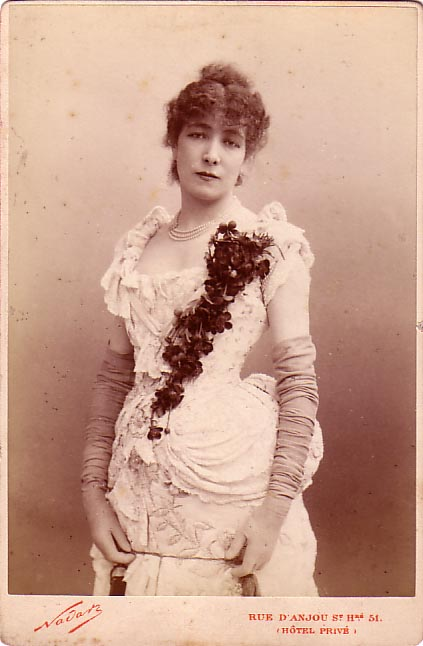
Сара Бернар, фото Надара

22 декабря 1864 года у Сары рождается сын, Морис, чьим отцом был Анри, принц де Линь. Вынужденная искать средств для существования и воспитания сына, Сара устраивается в театр Одеон, второй по значимости из парижских театров того времени. После нескольких не слишком удачных ролей критики замечают её в Короле Лире, где она играет Корделию. Следующий успех приходит с ролью в пьесе «Кин, или Гений и беспутство» Дюма-отца, который остался весьма доволен игрой своей протеже.
В 1869 году актриса исполняет роль менестреля Занетто в «Прохожем» Франсуа Коппе, после чего успех усилился. Триумфальной стала для неё роль Королевы в «Рюи Блазе» Виктора Гюго, которую она сыграла в 1872 году.
Работала в театрах «Комеди Франсез», «Жимназ», «Порт-Сен-Мартен», «Одеон». В 1893 году приобрела театр «Ренессанс», в 1898 году театр «Насьон» на площади Шатле, который получил название Театра Сары Бернар (ныне фр. Théâtre de la Ville). Многие выдающиеся деятели театра, например К. С. Станиславский, считали искусство Бернар образцом технического совершенства. Однако виртуозное мастерство, изощрённая техника, художественный вкус сочетались у Бернар, по некоторым отзывам, с нарочитой эффектностью, некоторой искусственностью игры.
Многие выдающиеся современники, в частности А. П. Чехов, И. С. Тургенев, А. С. Суворин и Т. Л. Щепкина-Куперник, отрицали наличие у актрисы таланта, который, по их мнению, подменялся предельно отточенной и механистической техникой игры. Столь крупный успех скептики объясняли усиленным вниманием к Бернар со стороны прессы (касавшимся в большей мере её личной жизни, чем творчества), а также необычайно раздуваемым ажиотажем перед представлениями.

Среди лучших ролей Бернар — донья Соль («Эрнани» Гюго), Маргарита Готье («Дама с камелиями» Дюма-сына), Теодора (одноимённая пьеса Сарду), принцесса Грёза, герцог Рейхштадтский (в одноимённой пьесе и в «Орлёнке» Ростана), Гамлет (одноимённая трагедия Шекспира), Лорензаччо (одноимённая пьеса Мюссе). С 1880-х годов Бернар гастролировала во многих странах Европы и Америки. 

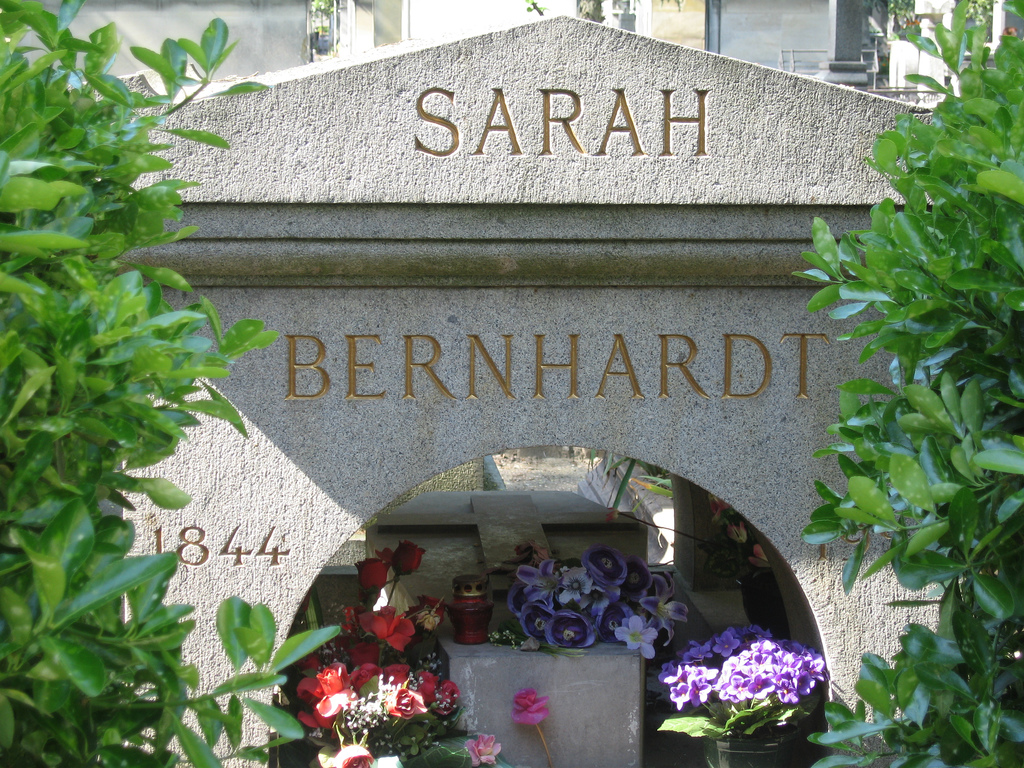
Могила Сары Бернар на кладбище Пер-Лашез

Выступала в России (1881, 1892, 1908—1909) в стенах Михайловского театра, в Москве, а также Киеве, Одессе и Харькове.
Во время гастролей 1905 года в Рио-де-Жанейро актриса повредила правую ногу, что усугубило детскую травму и привело к мучительным болям в колене. В 1915 году актриса настояла на ампутации ноги чуть выше колена. Но, несмотря на увечье, Сара Бернар не оставила сценическую деятельность. В годы Первой мировой войны выступала на фронте. В 1914 году была награждена орденом Почётного легиона.
В 1922 году оставила сценическую деятельность.
Актриса умерла 26 марта 1923 года в Париже в возрасте 78 лет от уремии после отказа почек. Похоронена на кладбище Пер-Лашез.

## Образ в искусстве

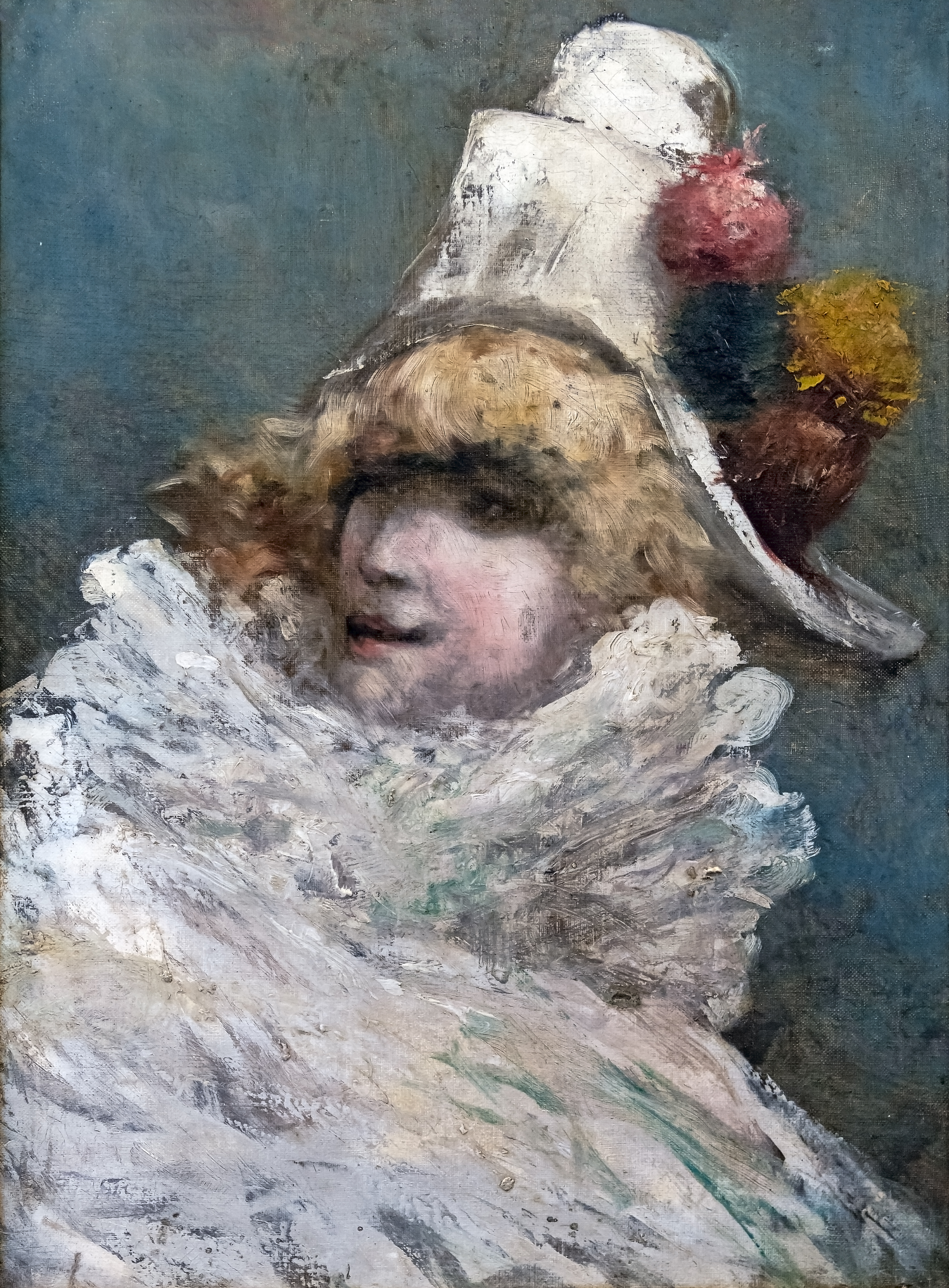
Автопортрет

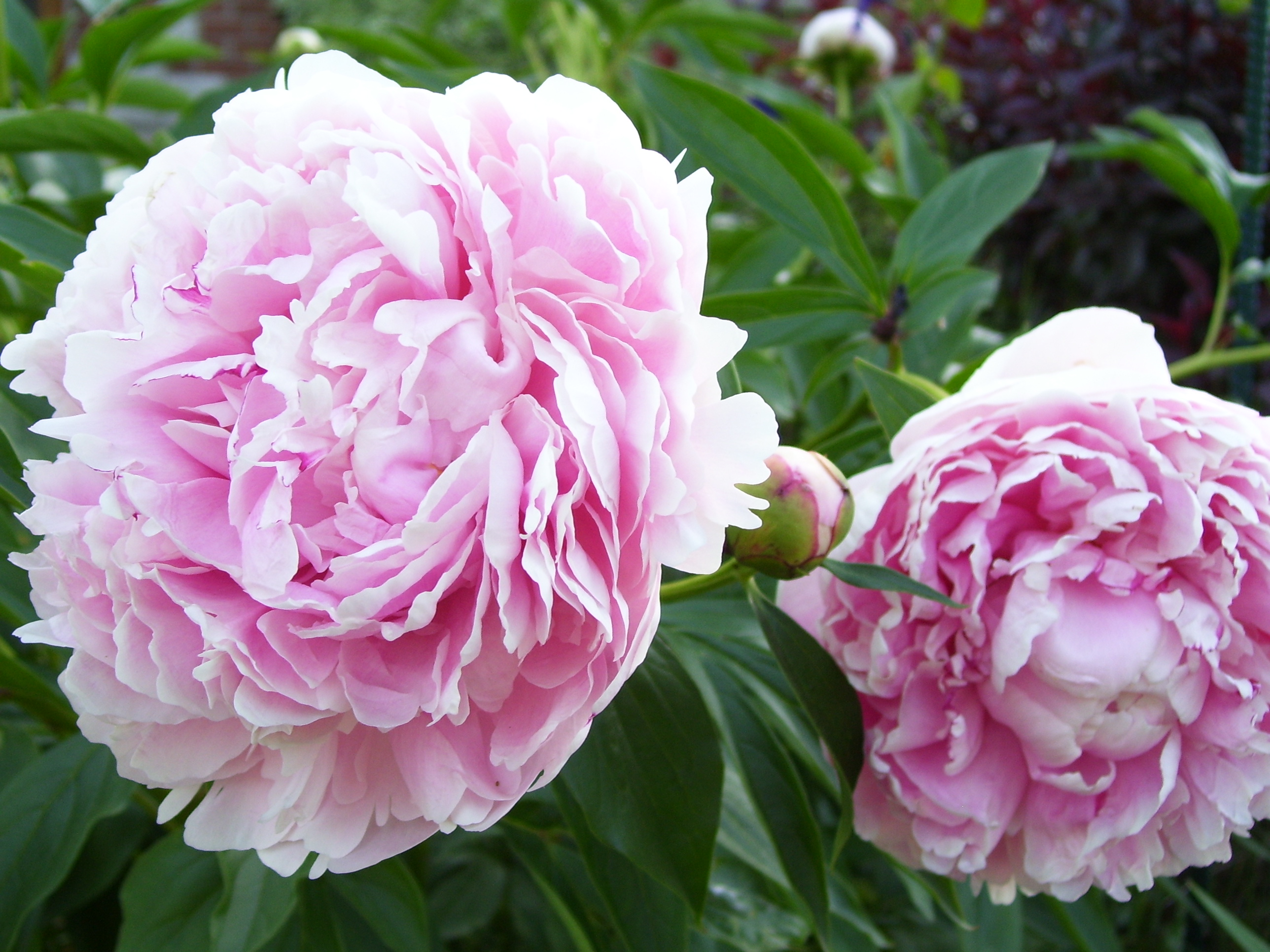
Paeonia 'Sarah Bernhardt'. Один из самых красивых и ароматных сортов пионов назван в честь Сары Бернар

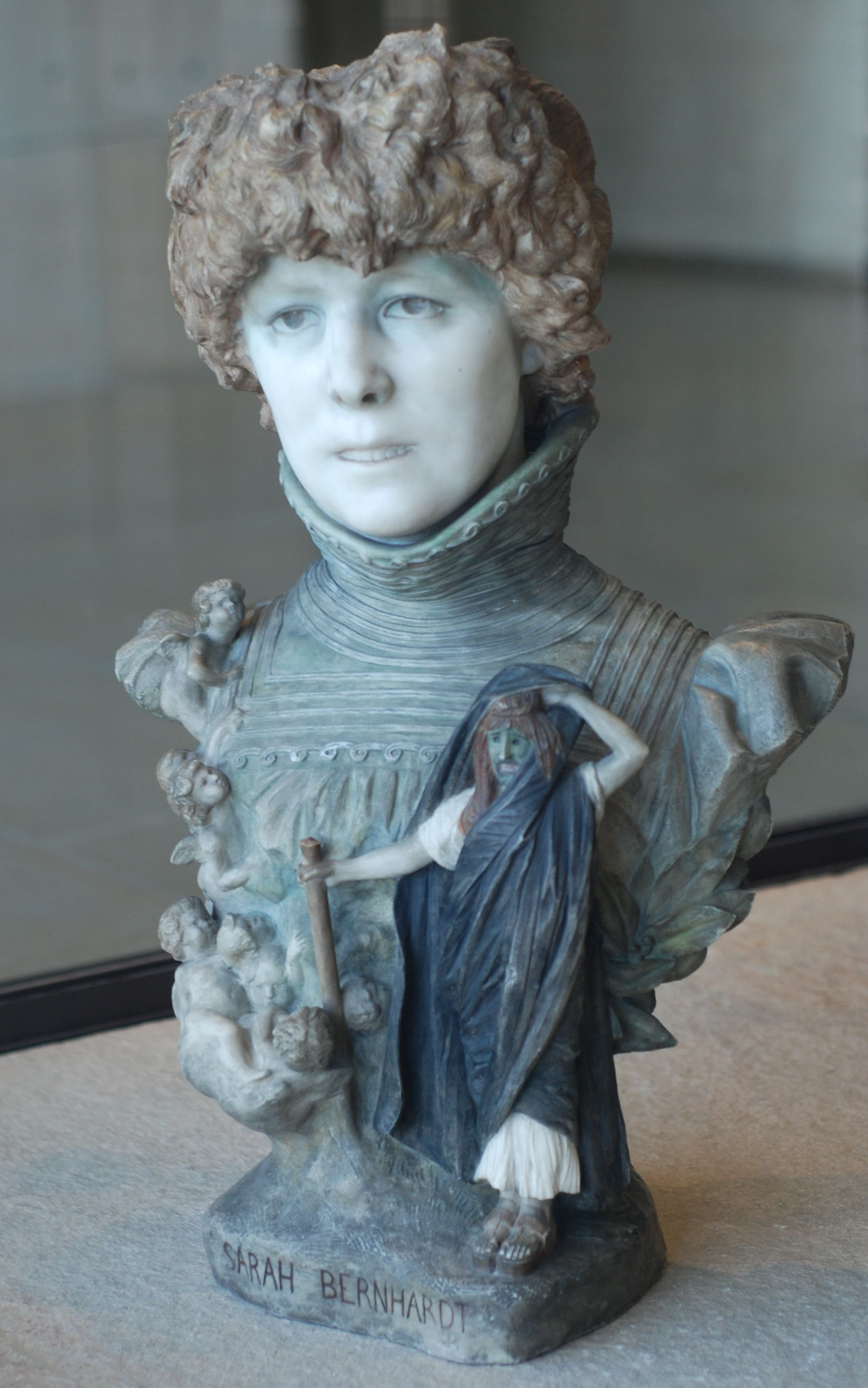
Бюст Жан-Леона Жерома (musée d'Orsay).
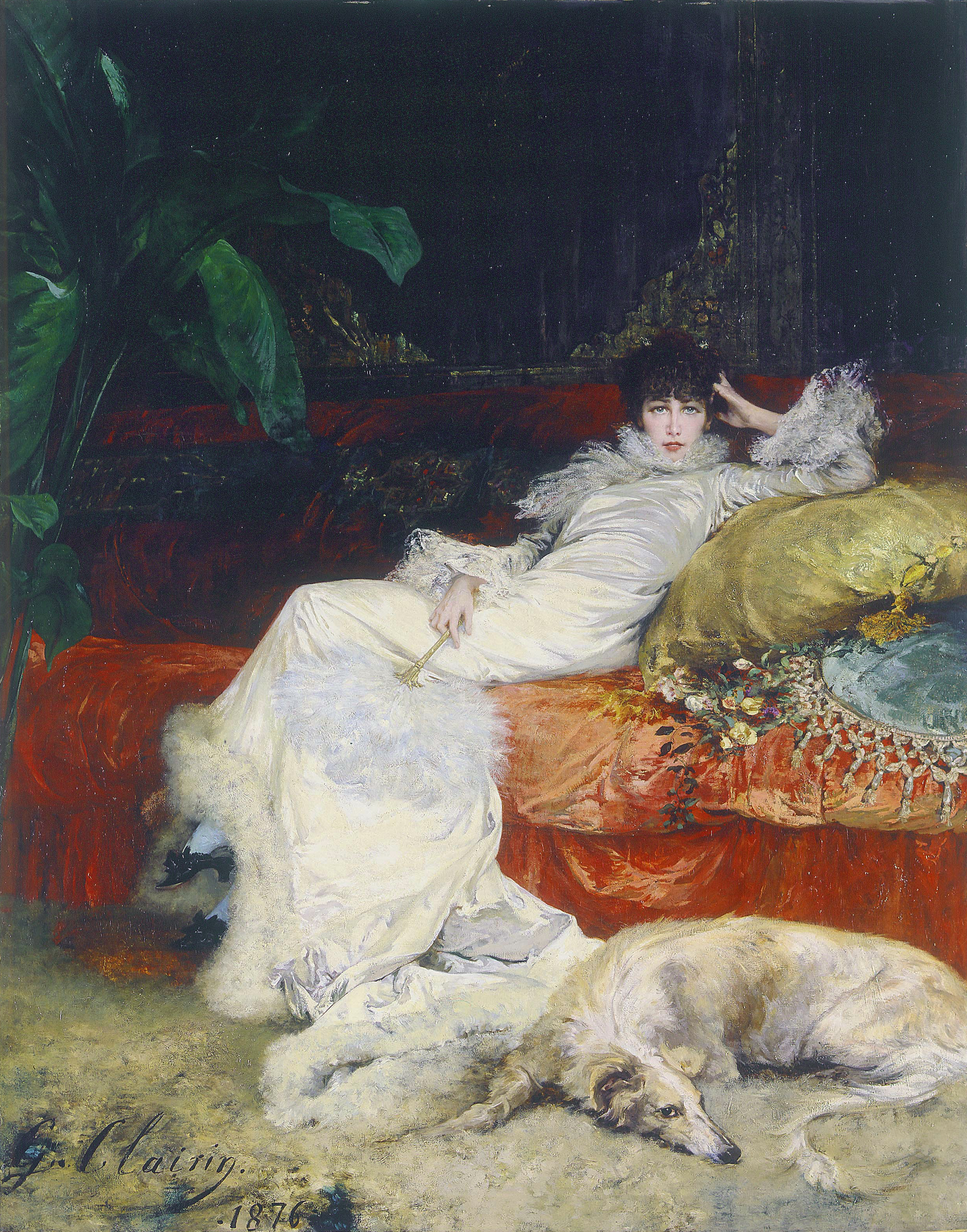
Жорж Кларен, Портрет Сары Бернар, 1876
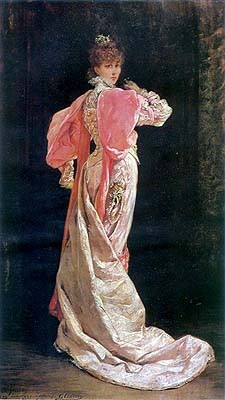
Dans Ruy Blas par Georges Clairin, 1897.

Портреты Сары Бернар писали Бастьен-Лепаж, Больдини, Гандара и другие художники, её многократно фотографировал Надар. Для Марселя Пруста Сара Бернар послужила прототипом актрисы Берма в цикле романов «В поисках утраченного времени».
Жорж Клерен вошёл в историю как любимый портретист Сары Бернар, с которой он был связан долгой дружбой. Им создано свыше ста портретов Сары Бернар в различных ролях, сыгранных актрисой на сцене. Наиболее известен портрет Бернар в роли Офелии, которую она сыграла в 1886 г., а также знаменитый портрет актрисы в розовом платье, сделавшийся хрестоматийным.
Альфонс Муха писал рекламные плакаты к её выступлениям. Д. Марелл написал о Саре Бернар пьесу «Смех лангусты». Сара Бернар удостоена звезды на Голливудской аллее славы за вклад и развитие киноиндустрии.

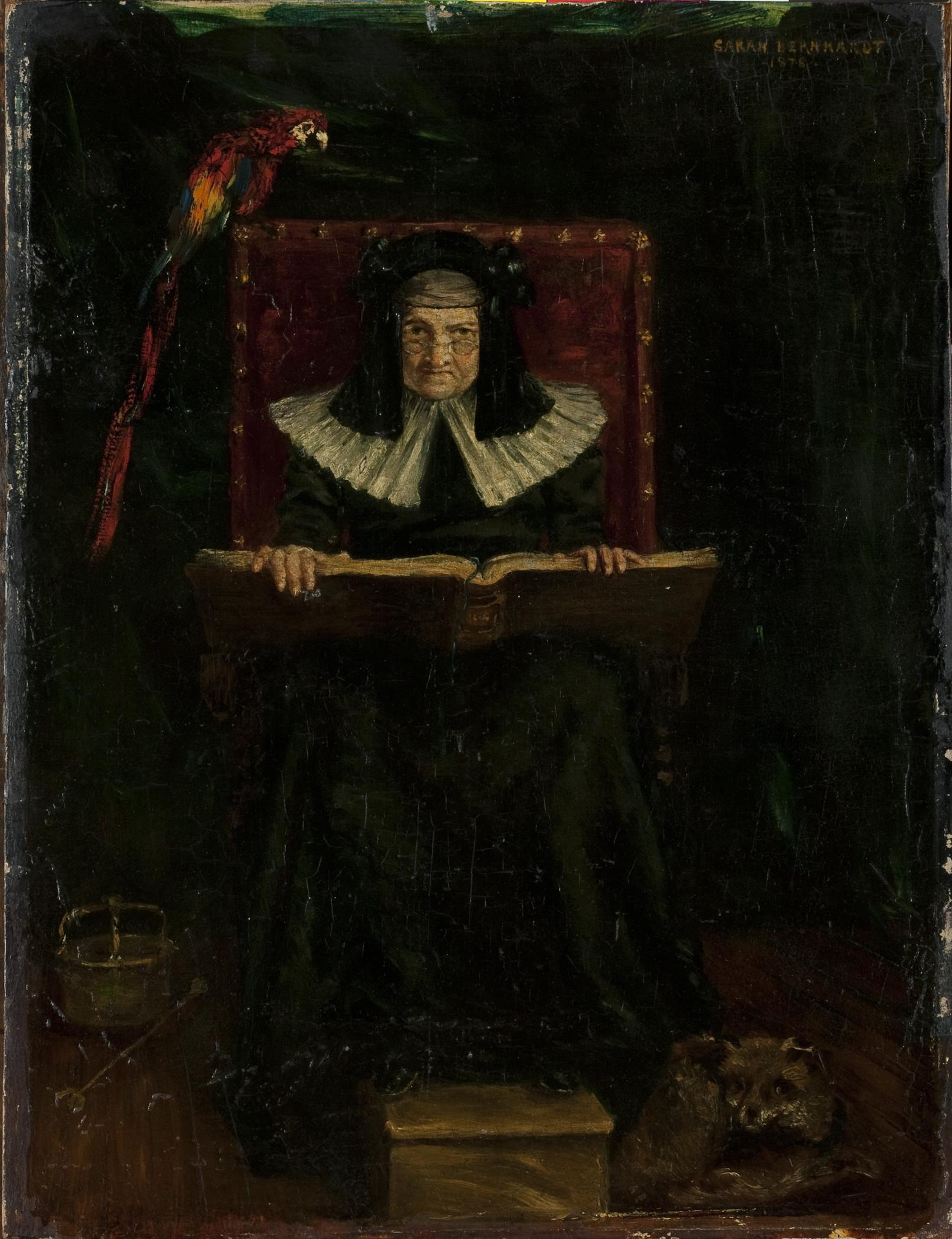
Сара Бернар. Портрет Старухи. 1878 год. Государственный Эрмитаж.

Сара Бернар также сама занималась живописью на любительском уровне. В Государственном Эрмитаже хранится одна из ее работ — «Старуха с книгой», датированная 1878 годом.
В 1899 году нынешний Театр де ла Вилль носил имя актрисы, служившей в нём. Во время фашистской оккупации название было изменено и лишь в 1947 году имя Бернар вернули театру, но через десять лет оно снова изменилось.

## Фильмография
| Год  |     | Русское название   | Оригинальное название            | Роль                 |
| ---- | --- | ------------------ | -------------------------------- | -------------------- |
| 1900 | кор | Дуэль Гамлета      | Le duel d'Hamlet                 | Гамлет               |
| 1912 | ф   | Дама с камелиями   | La Dame aux camélias             | Маргарита Готье      |
| 1912 | кор | Королева Елизавета | Les Amours de la reine Élisabeth | Королева Елизавета I |
| 1913 | кор | Адриана Лекуврёр   | Adrienne Lecouvreur              | Адриана Лекуврёр     |
| 1915 | ф   | Жанна Доре         | Jeanne Doré                      | Жанна Доре           |
| 1917 | ф   | Французские матери | Mères françaises                 |                      |
| 1923 | ф   | La voyante         | La voyante                       |                      |

## Избранные роли в театре
- 1862: Расин, Ифигения

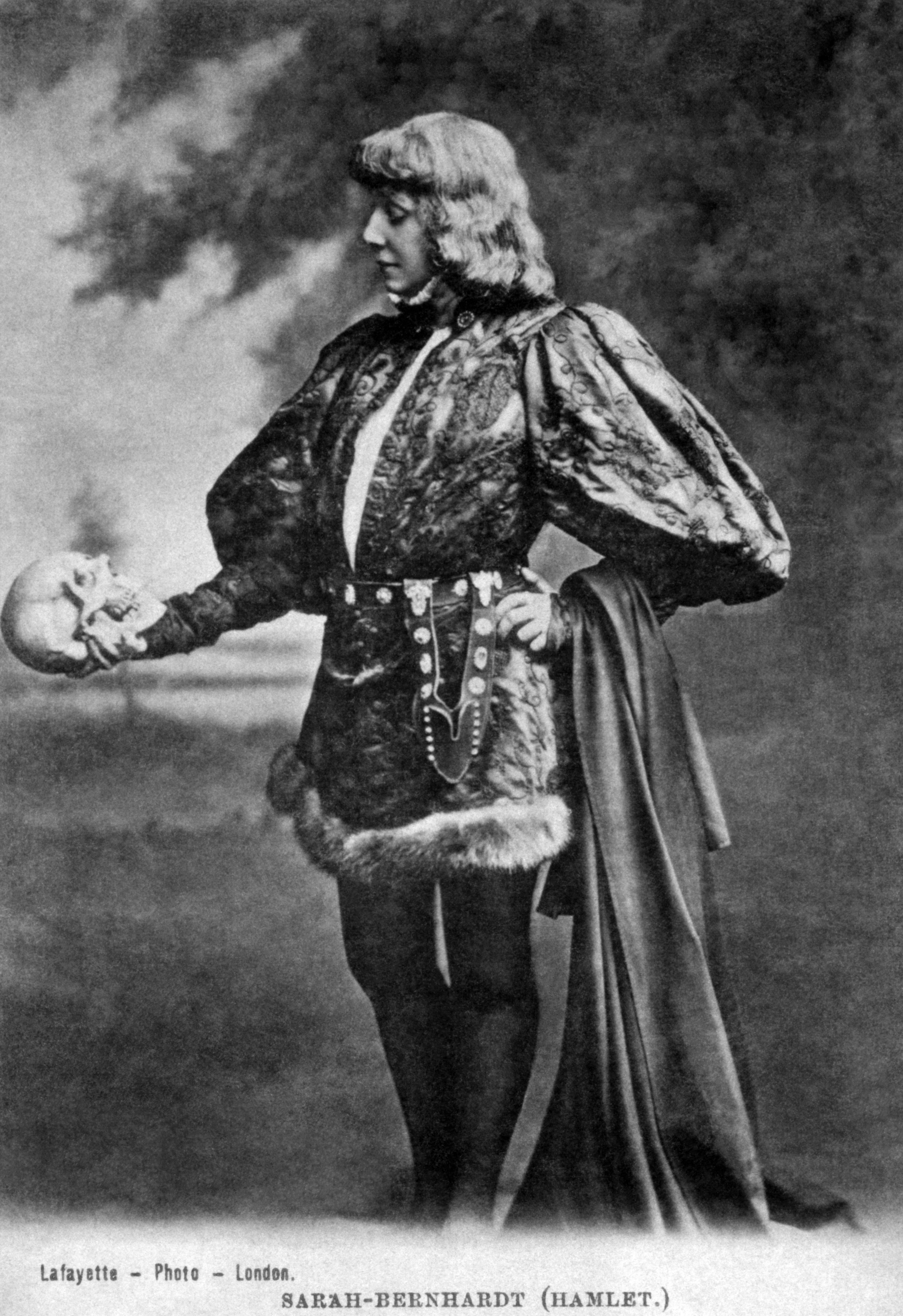
Бернар в роли Гамлета, держащего в руках череп Йорика. Начало 1880-х годов.

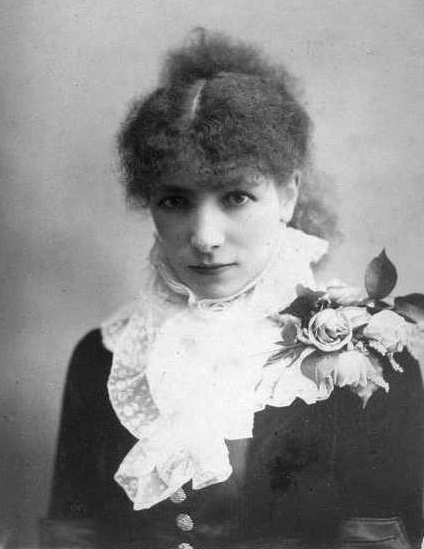
Бернар, портрет, 1890

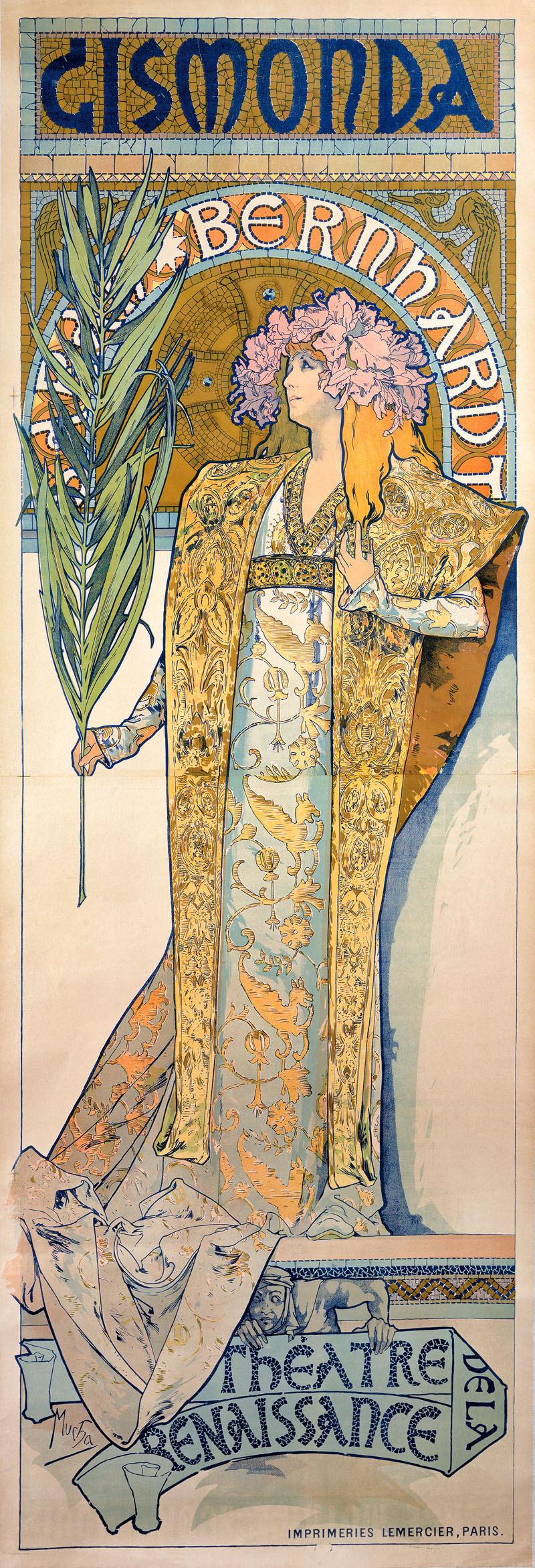
Жисмонда, Альфонс Муха

- 1862: Эжен Скриб, Валерия, или Слепая
- 1862: Мольер, Учёные женщины
- 1864: Эжен Лабиш и Раймон Деланд, Un mari qui lance sa femme Муж, бросивший жену
- 1866: T & Г Коньар, La Biche aux Bois
- 1866: Расин, Федра (в роли Арисии)
- 1866: Мариво, Игра любви и случая (в роли Сильвии)
- 1867: Мольер, Учёные женщины (в роли Арманды)
- 1867: Жорж Санд, Маркиз де Вильмер
- 1867: Жорж Санд, Франсуа-найдёныш (в роли Мариетты)
- 1868: Дюма (отец), Кин, или Гений и беспутство (в роли Анны Дамби)
- 1869: Коппе, Прохожий (в роли трубадура Дзанетто); первая большая успешная роль
- 1870: Жорж Санд, L’Autre
- 1871: Андре Терье, Жанна-Мария
- 1871: Коппe, Fais ce que dois
- 1871: Фуссье и Эдмон, Баронесса
- 1872: Буйе, Mademoiselle Aïssé
- 1872: Виктор Гюго, Рюи Блаз (в роли доньи Марии Нейбургской, королевы Испании)
- 1872: Дюма отец, Mademoiselle de Belle-Isle (в роли Gabrielle)
- 1872: Расин, Британик (в роли Junie)
- 1872: Бомарше, Женитьба Фигаро
- 1872: Сандо, Mademoiselle de la Seiglière
- 1873: Фейе, Далила (в роли принцессы Фальконьери)
- 1873: Феррие, У адвоката
- 1873: Расин, Андромаха
- 1873: Расин, Федра (в роли Aricie)
- 1873: Фейе, Сфинкс
- 1874: Вольтер, Заира
- 1874: Расин, Федра (в роли Федры)
- 1875: Борнье, La Fille de Roland
  - Дюма сын, L'Étrangère (в роли Mrs. Clarkson)
  - Пароди, Rome Vaincue
- 1877: Виктор Гюго, Эрнани (в роли доньи Соль)
- 1879: Расин, Федра (в роли Федры)
- 1880: Ожье, Авантюристка
- 1880: Легуве & Эжен Скриб, Адриана Лекуврёр
- 1880: Мельяк & Галеви, Фруфру
- 1880: Дюма сын, Дама с камелиями (в роли Маргариты)
- 1882: Сарду, Федора
  - Сарду, Федора (в роли Федоры)
- 1887: Сарду, Тоска
  - Дюма сын, Принцесса Жорж
- 1890: Сарду, Клеопатра, в роли Клеопатры
- 1893: Леметр, Короли
- 1894: Сарду, Жисмонда
- 1895: Мольер, Амфитрион
- 1895: Магда (пер. с нем. Зудермана Heimat)
- 1896: Дама с камелиями
- 1896: Мюссе, Лорендзачио (в роли Lorenzino de' Medici)
- 1897: Сарду, Спиритизм
- 1897: Ростан Самаритянка
- 1897: Мирбо, Les Mauvais bergers
- 1898: Катюль Мендес Медея
- 1898: Дама с камелиями (в роли Маргариты)
  - Огюст Барбье, Жанна д’Арк (в роли Жанны д’Арк)
  - Моран & Сильвестр, Izéïl (в роли Изеиля)
  - Шекспир, Король Лир (в роли Корделии)
- 1899: Шекспир, Гамлет (в роли Гамлета)
  - Шекспир, Антоний и Клеопатра (в роли Клеопатры)
  - Шекспир, Макбет (в роли Lady Macbeth)
  - Ришпен, Pierrot Assassin (в роли Пьерро)
- 1900: Ростан, Орлёнок (в роли Орлёнка)
- 1903: Сарду, La Sorcière
- 1904: Метерлинк, Пелеас и Мелисанда (в роли Пелеасa)
- 1906: Ибсен, Женщина с моря
- 1906: К. Мендес, La Vierge d’Avila (в роли св Терезы)
- 1911: Моро, Les Amours de la reine Élisabeth (в роли королевы Елизаветы)
- 1913: Тристан Бернар, Jeanne Doré (в роли Жанны Доре)

## Записи
- Phèdre (Федра) (1902)
- Le Lac (Озеро) (1902)

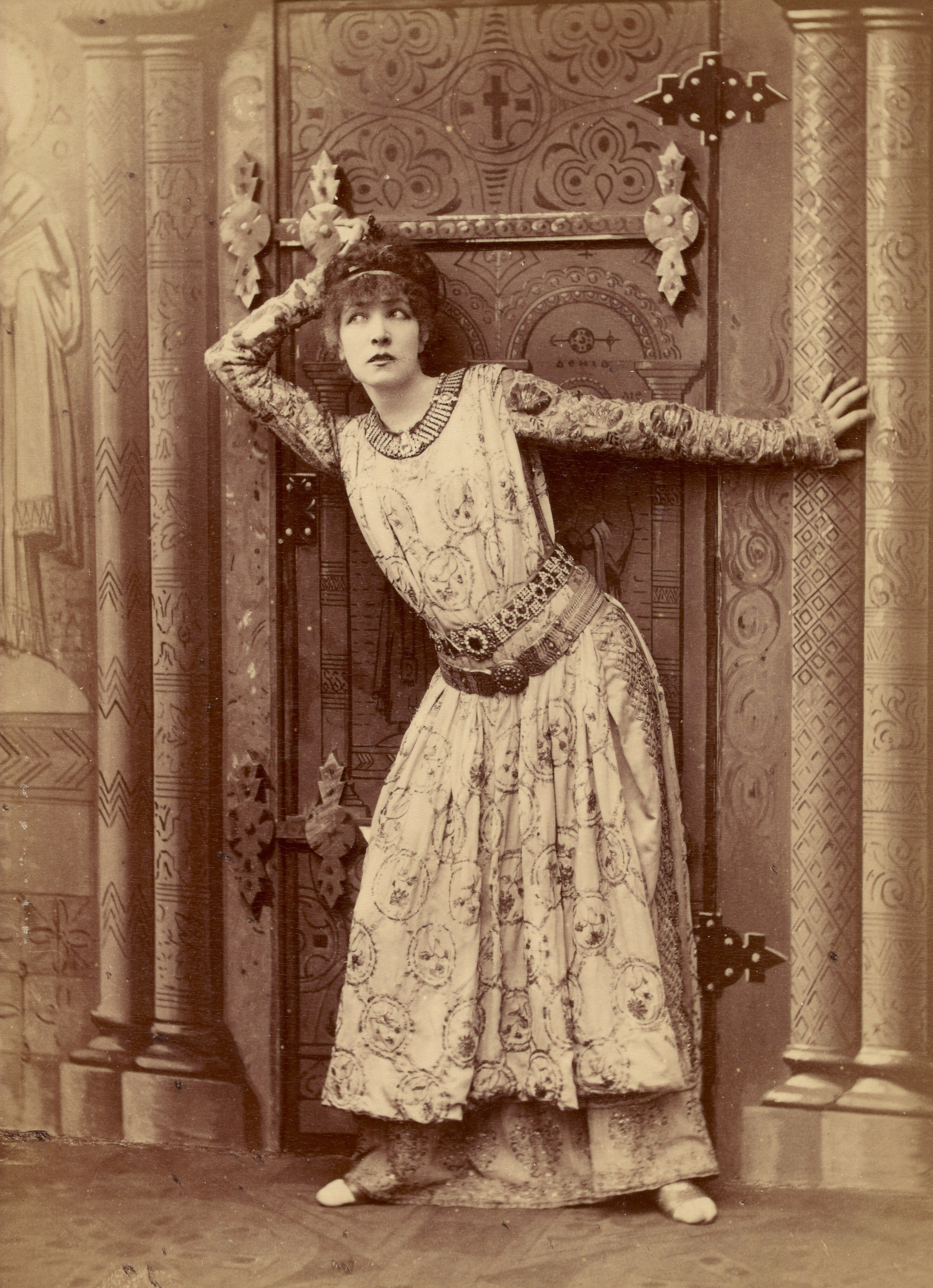
Сара Бернар в роли Феодоры, фотография Надара

- La Fiancée du timbalier (Невеста литавриста) (1902)
- Lucie (Люсия) (1902)
- Le Lac (Озеро) (1903)
- La Samaritaine (Самаритянка) (1903)
- Les Vieux (Старые люди) (1903)
- Un Évangile (Одно Евангелие) (1903)
- Phèdre (Федра) (1903)
- La Mort d’Izéil (Смерть Изеиля) (1903)
- La Rêverie de Théroigne de Méricourt (Сонь Теруани де Мерикур) (1903)
- Un peu de musique (Маленькая музыка) (1903)
- L’Aiglon (Орлёнок) (1910)
- Phèdre (Федра) (1910)
- Les Buffons (Буффоны) (1908)
- La Samaritaine (Самаритянка) (1910)
- L'Étoile dans la nuit (Звезда в ночи) (1918)
- Prière pour nos ennemis (Молитва за наших врагов) (1918)

## Иллюстрации

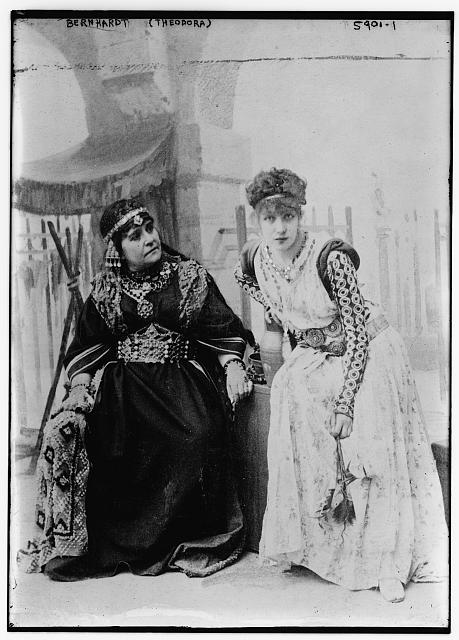
Бернар в начале своей карьеры в Федре
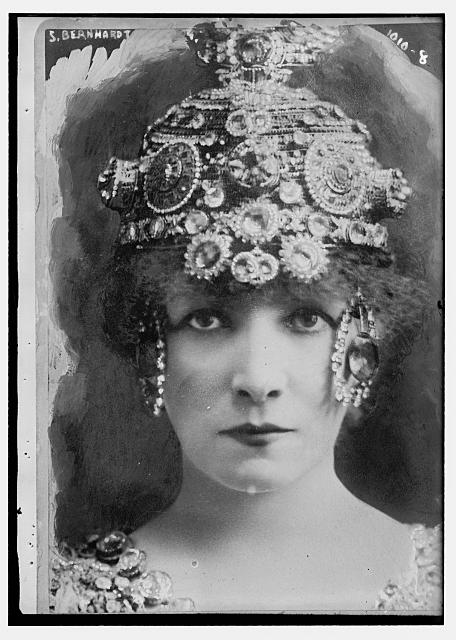
Портрет в оригинальном головном уборе
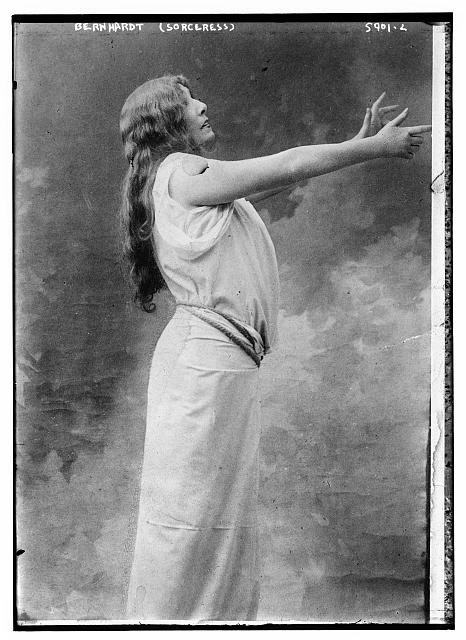
Бернар в роли волшебницы
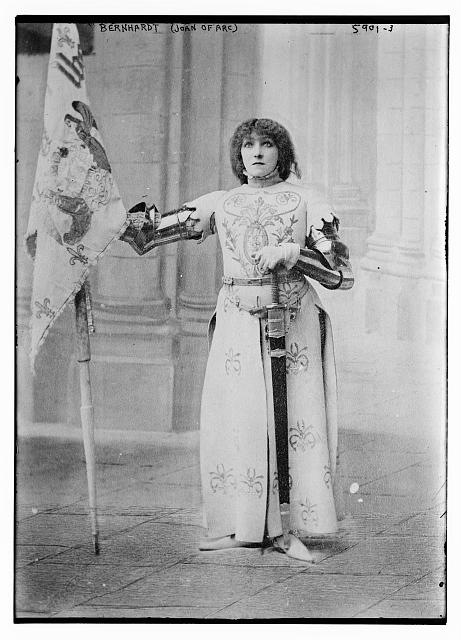
В роли Жанны д'Арк
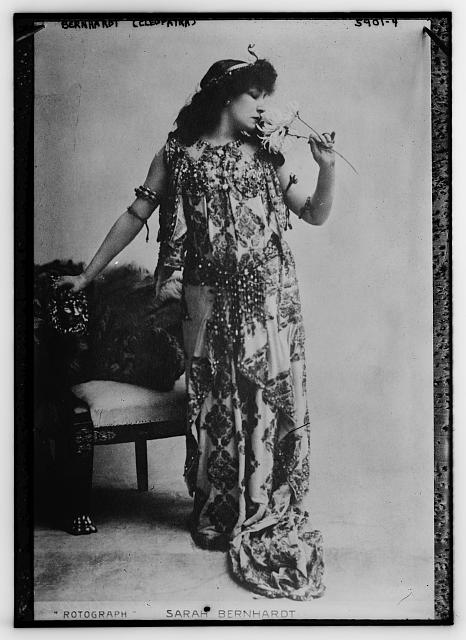
Бернар в роли Клеопатры
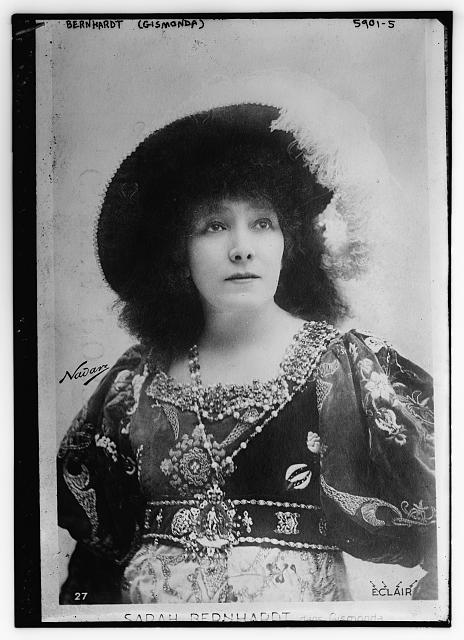
Роль в «Жисмонде»
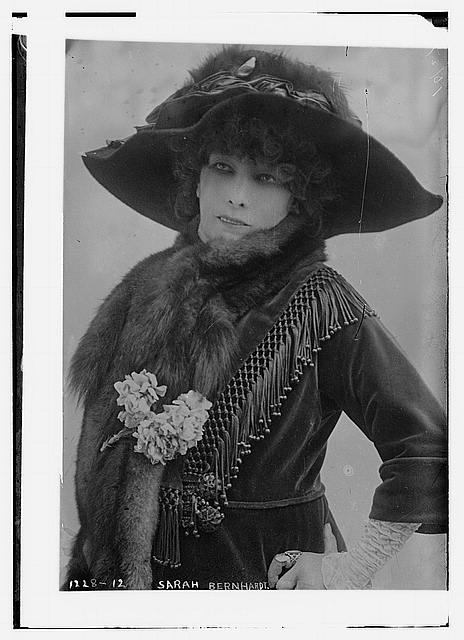
Сара Бернар за кулисами
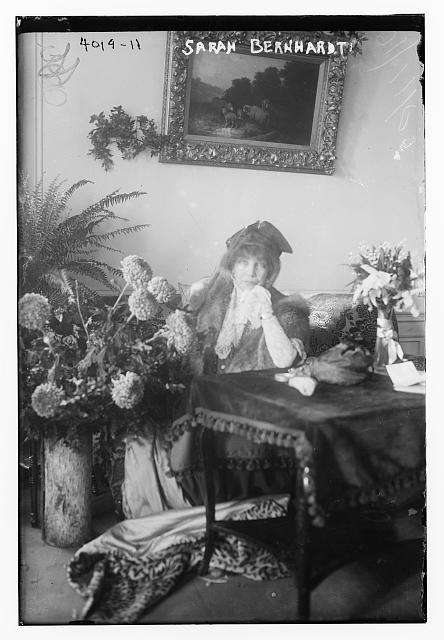
Бернар позирует для портрета
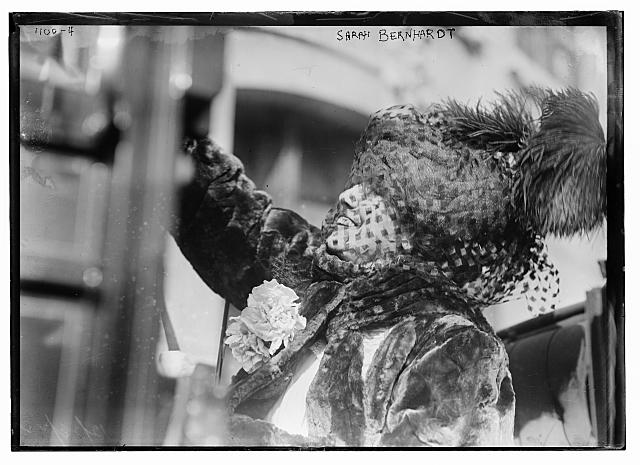
Бернар в её последние годы
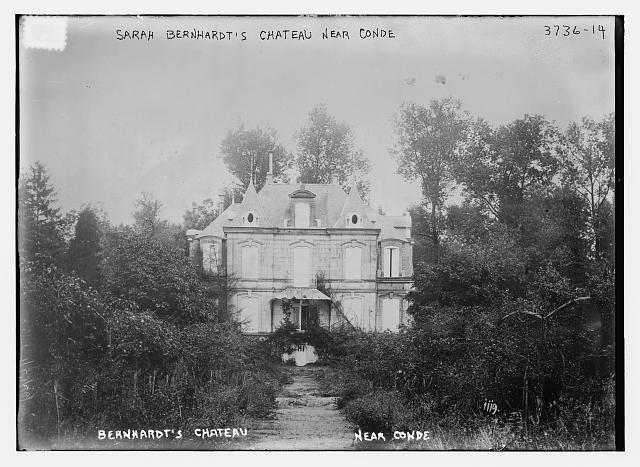
Бернар в замке близ Конде, Франция

## Публикации текстов
Издания на русском языке
- Бернар С. Моя двойная жизнь : Мемуары / С. Бернар; Авт. вступ. ст. К. Эрманн ; Пер. с фр. и примеч. Н. Световидовой, Н. Паниной. — М. : Радуга, 1991. — 463, [1] с. : портр. — (Библиотечная серия). — ISBN 5-05-002673-3.